# Резня в Менемене
Резня́ в Менеме́не — массовое убийство турок греческими военными 16—17 июня 1919 года в городе Менемен, Измир. Событие произошло в начале греко-турецкой войны 1919—1922 годов. По подсчётам межсоюзнической комиссии было убито от одной до двух сотен человек и около двух сотен ранено. Эта же комиссия употребила термин «резня» по отношению к произошедшим событиям.

## Предыстория
6 мая 1919 года Межсоюзнический совет, в составе президента США Вильсона, премьер-министров Великобритании Ллойд Джорджа, Франции Клемансо и министра иностранных дел Италии Соннино, провёл экстренное совещание. Греческий премьер-министр Венизелос воспользовался моментом и попросил разрешения на расширение плацдарма Смирны с тем, чтобы получить возможность для отражения турецких чет и обеспечить возвращение 300 тысяч беженцев, нашедших убежище на греческих островах после резни православного греческого населения турками во время Первой мировой войны. Разрешение было дано, и греческая армия, по выражению историка Я. Капсиса, была готова «освободить священные земли после 5 веков оккупации иноземцами».
5-й полк I греческой дивизии под командованием подполковника Константина Цакалоса сумел занять город и принять сдачу находившегося там турецкого батальона без кровопролития. Однако заслуга в бескровной сдаче города принадлежала местному греческому журналисту К. Мисаилидису, который, рискуя собственной жизнью, убедил турецких старейшин не поддаваться на призывы младотурков и покориться «Кисмету» (судьбе). Соседний город Маниса был взят 5-м полком также без боя:44-45.
Однако турецкие иррегулярные четы продолжали действовать в регионе. 29 мая 1-й батальон 8-го полка Крита под командованием майора Сирмелиса занял город Пергама, в округе которого действовало около 5 тысяч человек турецких иррегулярных чет. 1 июня турки уничтожили греческий обоз, направлявшийся из Пергама в Дикили. Было убито 38 греческих солдат, над телами которых надругались. Такая же участь постигла солдат поста на реке Кайку и ещё 2-х блокпостов:46.
3 июня турки атаковали город. Батальон критян занял круговую оборону, сражаясь против 10-кратно превосходящих сил противника. Критяне спаслись благодаря вмешательству банды черкеса Хамида Чауша, оказывавшего помощь греческому населению ещё с турецкой резни 1915 года. Черкесы провели батальон критян по горной тропе в Менемен:47.
Через неделю части полковника Церулиса отбили Пергам у турок. В своём докладе от 7 июня генерал Константин Нидер писал:
«…перед городом были найдены тела солдат 1/8 батальона, ужасно изуродованные, с выколотыми глазами, отрезанными языками и ушами. У некоторых убитых были вырезаны внутренности и обвязаны вокруг шеи. Офицеры и рядовые были брошены в ров нагими и подкованными как кони».

## Убитые
Вечером 16 июня 1919 года греческие солдаты напали и убили османского главу города Менемен Кемаль-бея и шестерых полицейских, сопровождавших его. Это убийство породило волну новых атак, направленных против мирного населения Менемена. Нападения и убийства совершались греками с Крита при поддержке немногочисленного местного греческого населения. Произошедшее получило широкую огласку и расследовалось межсоюзнической комиссией, состоявшей из четырёх генералов, представлявших союзные державы.
Число жертв среди гражданского османского населения города в течение 17 июня варьировалось от двухсот, согласно отчету, составленному в октябре 1919 года межсоюзнической комиссией; до одной тысячи, в соответствии с докладом делегации, прибывшей на следующий день (18 июня 1919 года). Глава этой делегации капитан Чарнс противопоставляет число жертв с турецкой стороны отсутствию каких-либо жертв со стороны греков, как мирных жителей, так и военных. В октябрьском докладе, подготовленном ими, британские офицеры и медицинские делегаты из британских и итальянских консульств в Измире отвергли версию о тысяче жертв, считая её завышенной, и приводя свою версию о сотне убитых. Кроме того, они упомянули и об отчёте французского офицера, предоставленного им на следующий день после резни, в котором говорилось, что 200 турок были убиты и столько же получили ранения.
Такие выводы были восприняты в штыки и опротестованы шейх-уль-исламом Османской империи. Греческие военные заявили, что подверглись нападению в городе, но комиссия не приняла во внимание это заявление. Комиссия признала виновными в кровопролитии исключительно греков.
По мнению современного греческого историка Янниса Капсиса, причиной резни послужило нападение местных жителей на греческих солдат: увидев потрёпанный батальон критян и полагая, что это будет лёгкий противник, турецкое население спокойного до того Менемена встретило греков стрельбой из домов. Капсис пишет, что ответ критян не заставил себя ждать и был суровым. Он же добавляет, что греческие солдаты не знали об участи своих сослуживцев, убитых в Пергаме, иначе последствия могли быть куда хуже:47.
Историк Джастин Маккарти отвергает выводы комиссии о спонтанности произошедшего, утверждая, что резня была запланирована заранее, указывая на то, что все дома греков в городе были помечены белыми крестами и ничуть не пострадали.
Современный английский историк Дуглас Дакин в своём труде «Объединение Греции» именует Малоазийский поход греческой армии «Четвёртой Освободительной войной Греции»:333. Однако Дакин признаёт, что иногда греческие войска отвечали на вызовы кемалистов зверствами против мусульманского населения. Но Верховный совет союзных сил не стал отзывать греческие войска. Вместо этого Верховный совет сформировал комиссию расследования под руководством адмирала Бристоля, известного своими антиармянскими и антигреческими высказываниями и отрицанием факта геноцида армян, и дал указание генералу Милну определить границы греческой, итальянской и турецкой зоны контроля:337.
Следует отметить, что греческий примьер-министр Венизелос высказал возражения по поводу того, что комитет не разрешил греческим офицерам присутствовать при расследовании и не опубликовал имена свидетелей. Возражения греческого премьера были приняты и доклад комиссии не был опубликован:338.

## Свидетельства современников
Британский адмирал Сомерсет Колторп в письме в Лондон графу Керзону сообщал: 
 По моему мнению, во всем этом виноваты греки… Только полное отсутствие организованности помешало им добиться большего успеха. Возможно также, что нежданное присутствие свидетелей с британской стороны несколько охладило их пыл.
Джеляль Баяр, третий президент Турции, записал показания местного торговца, Черкес Сефера-эфенди: 
Мы сидели с несколькими людьми в кофейне на рынке. Около полудня мы услышали стрельбу из греческого квартала, все побежали к своим домам и закрывали свои магазины. Я сразу бросился в свой дом. По городу шел дождь из пуль. Пожар, начавшийся через полчаса, продолжался до четырёх часов дня. Чтобы понять, что происходит, я вышел из дома. Выйдя на улицу, я увидел перед собой трех мертвых женщин. Я проделал шаг или два. На боку лежал десятилетний мальчик. Я продвинулся ещё немного. Девушка, раненная в колено, побледнела от страха, ожидая спасения. Теперь я не решился пойти дальше. Мой сосед Ишак Эфенди был убит перед своим домом. Я вернулся домой. Через некоторое время пришел Тодори, мой слуга в саду моей фермы недалеко от города. Он сказал мне, что его заместитель Ахмет был убит и что мой скот забрали греки. Я не выходил из дома до среды 18 июня. В тот день порядок был восстановлен. Они сказали, что британские и французские представители приехали из Измира. Я набрался храбрости и вышел из дома. Я видел, как трупы турок увезли на телегах на соседнее исламское кладбище и похоронили там.